# China International Suzhou
Il China International Suzhou è stato un torneo professionistico di tennis che faceva parte dell'ATP Challenger Tour. Si è giocato dal 2015 al 2017 sui campi in cemento dell'Anhui Suzhou International Tennis Center di Suzhou, in Cina. Nell'ultima edizione del 2017, il torneo aveva un montepremi di 75 000 dollari.

## Albo d'oro

### Singolare
| Anno | Campione          | Finalista      | Punteggio     |
| ---- | ----------------- | -------------- | ------------- |
| 2017 | Miomir Kecmanović | Radu Albot     | 6–4, 6–4      |
| 2016 | Lu Yen-hsun       | Stefan Kozlov  | 6–0, 6–1      |
| 2015 | Dudi Sela         | Matija Pecotic | 6–1, 1–0 rit. |

### Doppio
| Anno | Campioni                            | Finalisti                          | Punteggio           |
| ---- | ----------------------------------- | ---------------------------------- | ------------------- |
| 2017 | Gao Xin Sun Fajing                  | Gong Maoxin Zhang Ze               | 7–6(5), 4–6, [10–7] |
| 2016 | Michail Elgin Alexander Kudryavtsev | Andrea Arnaboldi Jonathan Eysseric | 4–6, 6–1, [10–7]    |
| 2015 | Lee Hsin-han Denys Molčanov         | Gong Maoxin Peng Hsien-yin         | 3–6, 7–6(5), [10–4] |